# Andrzej Nowakowski (historyk)
Andrzej Nowakowski (ur. 7 maja 1939 w Lublinie, zm. 4 marca 2017) – polski archeolog i profesor Uniwersytetu Mikołaja Kopernika.

## Życiorys
Absolwent studiów archeologicznych Łódzkiego Uniwersytetu, pracował w łódzkim Muzeum Archeologicznym i Etnograficznym, a od 1986 był zatrudniony w Instytucie Archeologii i Etnografii na Wydziale Humanistycznym Uniwersytetu Mikołaja Kopernika. Pełnił również funkcję prodziekana i kierownika Zakładu Historii Uzbrojenia, był pierwszym prodziekanem Wydziału Nauk Historycznych. Od 2005 do 2009 sprawował stanowisko dyrektora Instytutu Archeologii.

## Odznaczenia
- Złoty Krzyż Zasługi[5]